# Памятник рыбаку (Глостер)
Памятник рыбаку в Глостере (англ. Gloucester Fisherman's Memorial) — скульптура, находящаяся на  набережной города Глостер (штат Массачусетс, США) вместе с расположенными вокруг неё мемориальными табличками в память о местных рыбаках, погибших в океане со времени основания города Глостер в 1623 году. Также употребляются названия Man at the Wheel («человек за штурвалом») и Gloucester Fishermen's Memorial (с рыбаками во множественном числе).

## История

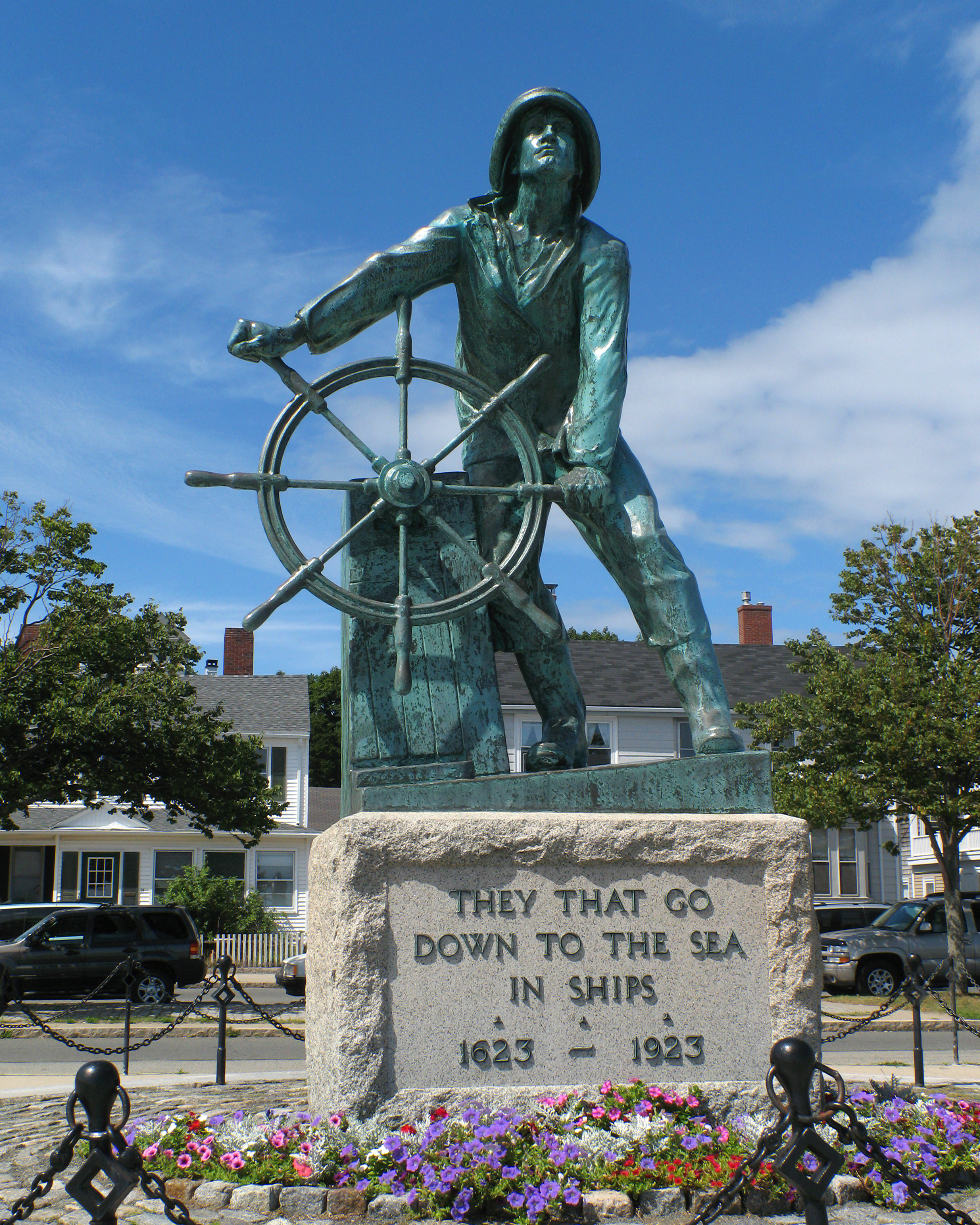
Памятник рыбаку в Глостере

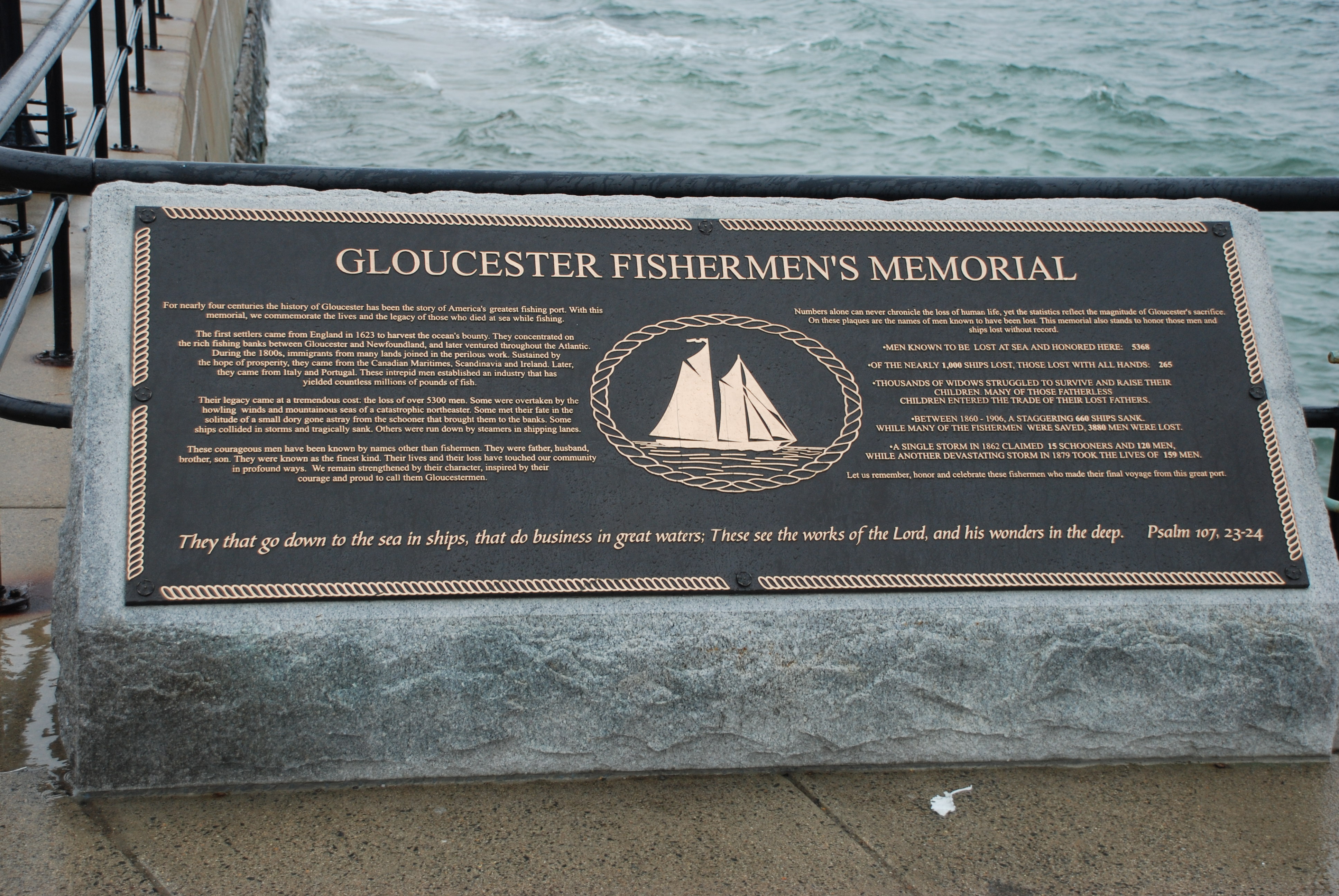
Табличка у Памятника рыбаку в Глостере

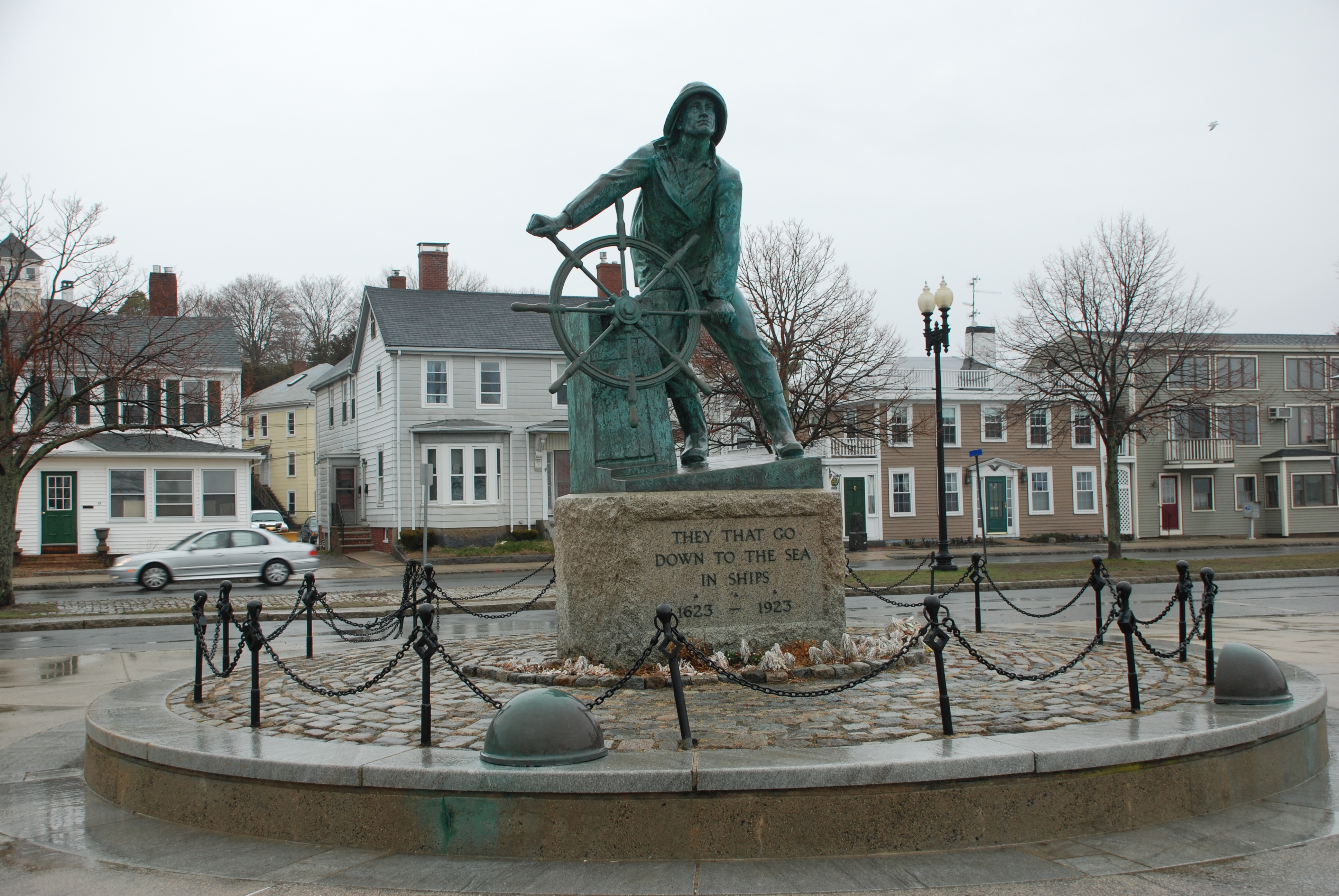
Памятник рыбаку в Глостере в дождливый день

К 300-летию со времени основания Глостера, отмечавшемуся в 1923 году, был объявлен конкурс на лучший мемориал, который бы увековечил память о тысячах глостерских рыбаков, погибших в океане за эти триста лет. Специальная комиссия выбрала дизайн английского скульптора Леонарда Краске (Leonard F. Craske). Для фигуры рыбака Леонарду Краске позировал капитан Клейтон Морриссей (Clayton Morrissey). В 1925 году бронзовая скульптура была отлита в литейной мастерской Gorham Company, находившейся в городе Провиденс (штат Род-Айленд). Официальное открытие памятника состоялось 25 августа 1925 года.
В 1996 году памятник был включён в Национальный реестр исторических мест США (под номером 96000473).

## Дизайн
Скульптура представляет собой бронзовую фигуру рыбака в штормовке, держащего в руках штурвал корабля. Лицо рыбака обращено к Глостерской бухте, выходящей к Атлантическому океану. Высота фигуры — 2,4 м. Она установлена на гранитном постаменте, на котором (со стороны бухты) выбита надпись из 107-го псалма Библии: "They That Go Down to the Sea in Ships ••• 1623—1923" («те, кто погружаются в море в кораблях»), а на обратной стороне (обращённой к улице) — "Memorial To The Gloucester Fisherman, August 23, 1923" («Памятник глостерскому рыбаку, 23 августа 1923»).
Перед скульптурой со стороны моря находится памятная табличка, на которой, в частности, говорится о 5368 погибших рыбаках. Справа от неё полукругом расположены девять табличек со списком имён погибших.